# Stanisław Makowiecki (zapaśnik)
Stanisław Makowiecki (ur. 7 listopada 1942 w Siennowie, zm. 4 lutego 2015 w Rzeszowie) – polski zapaśnik, medalista mistrzostw świata, olimpijczyk z Monachium 1972.
Zapaśnik stylu wolnego. Zawodnik Stali Rzeszów w latach 1961–1978. Mistrz Polski w:
- latach 1967, 1969, 1970 w wadze półciężkiej,
- roku 1971 w wadze ciężkiej,
- latach 1973–1976 w wadze superciężkiej.

Na mistrzostwach świata w 1971 wywalczył brązowy medal w kategorii superciężkiej.
Uczestnik mistrzostw Europy w 1973, podczas których zajął 4. miejsce w kategorii superciężkiej.
Na igrzyskach olimpijskich w Monachium wystartował w kategorii superciężkiej zajmując w turnieju 8. miejsce.